# Street (album)
Street – siódmy album Niny Hagen, wydany jako LP i CD. 

## Lista utworów

### LP
Strona A
1. "Blumen Für Die Damen"
2. "Divine Love, Sex and Romance"
3. "Ruler of my Heart"
4. "Nina 4 President"
5. "Keep It Live"

Strona B
1. "Berlin (Is Dufte!)"
2. "In My World"
3. "Gretchen"
4. "Erfurt und Gera"
5. "All 4 Franckie"

### CD
1. "Blumen Fur Die Damen"
2. "Divine Love, Sex and Romance"
3. "Ruler of my Heart"
4. "Love-Hi"
5. "Keep It Live"
6. "Berlin (Is Dufte!)"
7. "In My World"
8. "Gretchen"
9. "Erfurt und Gera"
10. "All 4 Franckie"
11. "Nina 4 President"
12. "Good Vibrations"